# Isabel Pérez Montalbán
Isabel Pérez Montalbán (Cordoue, 1964) est une célèbre poétesse espagnole, membre du groupe de la poésie de la conscience (es).

## Biographie
Elle a étudié l'enseignement et la communication audiovisuelle, et habite actuellement à Malaga. Elle a participé à d'importants festivals littéraires comme la Semaine de la Poésie de Barcelone en 2007.

## Prix
- Prix Cité de Málaga de Littérature Jeune, 1992 (No es precisa la muerte)
- Prix Barcarola, 1995 (Puente levadizo)
- Prix Leonor, 2000 (Los muertos nómadas)

## Œuvre
- No es precisa la muerte (Málaga, 1992).
- Pueblo nómada (Málaga, 1995).
- Fuegos japoneses en la bahía (Málaga, 1996)
- Puente levadizo (Albacete, 1996)
- Cartas de amor de un comunista (Valencia, 2000)
- Los muertos nómadas (Soria, 2001)
- De la nieve embrionaria (Montilla, 2002).
- El frío proletario (Málaga, 2002).
- Siberia propia (Madrid, 2007)